# Lazare-Lévy
Lazare Lévy, dit Lazare-Lévy (né le 18 janvier 1882 à Bruxelles et mort le 20 septembre 1964 à Paris), est un pianiste, pédagogue et compositeur français.

## Biographie

### Études
Lazare-Lévy travailla le piano au Conservatoire national supérieur de musique de Paris sous la direction de Louis Diémer, dont il fut le Premier Prix de 1898. Il étudia également l'harmonie avec Albert Lavignac et le contrepoint avec André Gédalge. Parmi ses camarades d'études on relève notamment les noms d'Alfred Cortot, d'Alfredo Casella, de Maurice Ravel, Georges Enesco, de Pierre Monteux ainsi que de Jacques Thibaud.

### Carrière
Lazare-Lévy se produit dans toute l'Europe, en URSS, en Israël et au Japon.
Il mène une longue carrière de professeur au Conservatoire de Paris , d'abord comme suppléant de son maître Diémer, dès 1903, puis comme titulaire d'une classe supérieure : il succède à Alfred Cortot en 1920. En 1930, il rencontre John Cage, qui devient son élève.
Lazare-Lévy enseigna également à l'École normale de musique de Paris (se partageant les cours d'enseignement supérieur avec Alfred Cortot), et à la Schola Cantorum (dans les années cinquante). Son enseignement est original et novateur en son temps, dans le domaine de la technique instrumentale (souplesse et usage des bras), de la recherche des doigtés, de l'attitude à adopter face au texte et de l'interprétation. Ses conceptions l'opposent particulièrement à Marguerite Long, qui prônait surtout un jeu basé sur l'articulation digitale. Lazare-Lévy siégea dans de nombreux jurys de Concours internationaux, comme le Concours Chopin de Varsovie (1937, 1949, 1955), le Concours Béla Bartók de Budapest (1948), le Concours international d'exécution musicale de Genève (à deux reprises), le Concours Long-Thibaud (Paris).
Lazare-Lévy crée des œuvres de Manuel de Falla, Darius Milhaud, Jean Huré... Il compose lui-même de nombreuses pièces pour piano seul, orgue, quatuor à cordes, flûte, hautbois, violoncelle et violon. Quoiqu'il se montre relativement peu en concert, surtout après la Seconde guerre mondiale, il possède l'intégrale de l'œuvre pour piano seul de Chopin, Schumann, Mozart, Liszt et Beethoven, ainsi qu'une quarantaine de concertos. Il a aussi un goût prononcé pour Bach et la musique des clavecinistes français. Lazare-Lévy lègue de rares enregistrements d'œuvres de Mozart, Schumann, Claude Debussy, Paul Dukas, Albert Roussel et Emmanuel Chabrier.
Il est l'un des premiers musiciens à trouver remarquable la sonorité du Siena piano et à encourager l'accordeur Avner Carmi à le faire connaître.

### Seconde Guerre mondiale
Pendant la Seconde Guerre mondiale, Lazare-Lévy est démis de son professorat en raison des lois antisémites proclamées par l'État Français, qui le contraignent à la clandestinité. Son fils cadet Philippe, né le 6 octobre 1918 à Neuilly, est haut responsable du Mouvement de Résistance Combat, et arrêté par la Police française, interné à Drancy où il est torturé par le S.S. Aloïs Brunner et déporté, par le convoi no. 71, en date du 13 avril 1944, au camp d'extermination d'Auschwitz où il périt en avril 1944 Sa dernière adresse est à l'hôtel du Mont Dore au 25 Rue du Mont-Dore dans le 17e arrondissement de Paris. Il est passé par la prison de Fresnes,.